# Rubus aliceae
Rubus aliceae är en rosväxtart som beskrevs av Liberty Hyde Bailey. Rubus aliceae ingår i släktet rubusar, och familjen rosväxter. Inga underarter finns listade i Catalogue of Life.